# Hans-Ulrich Thamer
Hans-Ulrich Thamer (ur. 1 stycznia 1943 w Rotenburg an der Fulda) – niemiecki historyk. Studiował historię w Marburgu i Berlinie. Od 1983 wykłada historię najnowszą w Westfalskim Uniwersytecie Wilhelma w Münsterze.

## Dzieła
Monografie
- Verführung und Gewalt: Deutschland 1933 – 1945. München 1998, ISBN 3-442-75528-X
- Der Nationalsozialismus. Stuttgart 2002, ISBN 3-15-017037-0
- z Michaelem Welply: Die Französische Revolution. Hildesheim 2007, ISBN 978-3-8067-4868-0

Inne
- Bürgertum und Kunst in der Neuzeit. Köln 2002, ISBN 3-412-08201-5
- Faschistische und neofaschistische Bewegungen. Probleme empirischer Faschismusforschung. Darmstadt 1977. Współautor: Wolfgang Wippermann.